# Wall (Staffordshire)
Wall – wieś w Anglii, w hrabstwie Staffordshire, w dystrykcie Lichfield. Leży 25 km na południowy wschód od miasta Stafford i 174 km na północny zachód od Londynu.